# Троица (Можайский район)
Троица — деревня в Можайском районе Московской области в составе сельского поселения Бородинское. Численность постоянного населения по Всероссийской переписи 2010 года — 66 человек. До 2006 года Троица входила в состав Бородинского сельского округа.
Деревня расположена в северо-западной части района, примерно в 16 км к северо-западу от Можайска, на западном берегу Можайского водохранилища, высота центра над уровнем моря 206 м. Ближайшие населённые пункты на юго-востоке — Косьмово в 0,8 км и Левашово — 1,6 км. У деревни проходит региональная автодорога 46Н-05489 Бородино — Бабынино.